# Campus de Cuenca
El Campus  de Cuenca es un campus universitario de la Universidad de Castilla-La Mancha localizado en la ciudad de Cuenca (España). Oferta estudios de pregrado y posgrado en humanidades, ciencias sociales, ciencias de la salud, artes e ingeniería.

## Historia
En el año 2010 se fundó la Facultad de Periodismo, que es la facultad más joven del Campus de Cuenca en la actualidad. En 2014 se graduó su primera promoción.

## Información académica

### Organización
El Campus de Cuenca se  organiza en facultades y escuelas universitarias. Estas, a su vez, se dividen en departamentos. El Campus está conformado por seis facultades (Ciencias Sociales, Bellas Artes, Ciencias de la Educación y Humanidades, Periodismo, Enfermería y Educación) y dos escuelas (Politécnica y Trabajo Social).

## Tradiciones y cultura
En el mes de mayo se celebra el Día Grande del Campus de Cuenca. La celebración consta principalmente de actuaciones musicales de rap, rock, música electrónica y la actuación de la tuna del Campus.